# Dynamis
Genre
Dynamis est un genre d'insectes coléoptères de la famille des Dryophthoridae qui a été défini par l'entomologiste français Auguste Chevrolat (1799-1884).

## Espèces
- Dynamis borassi (Fabricius, 1801)
- Dynamis peropacus Champion, 1910